# Mitralieră „Colt–Browning”, model 1895

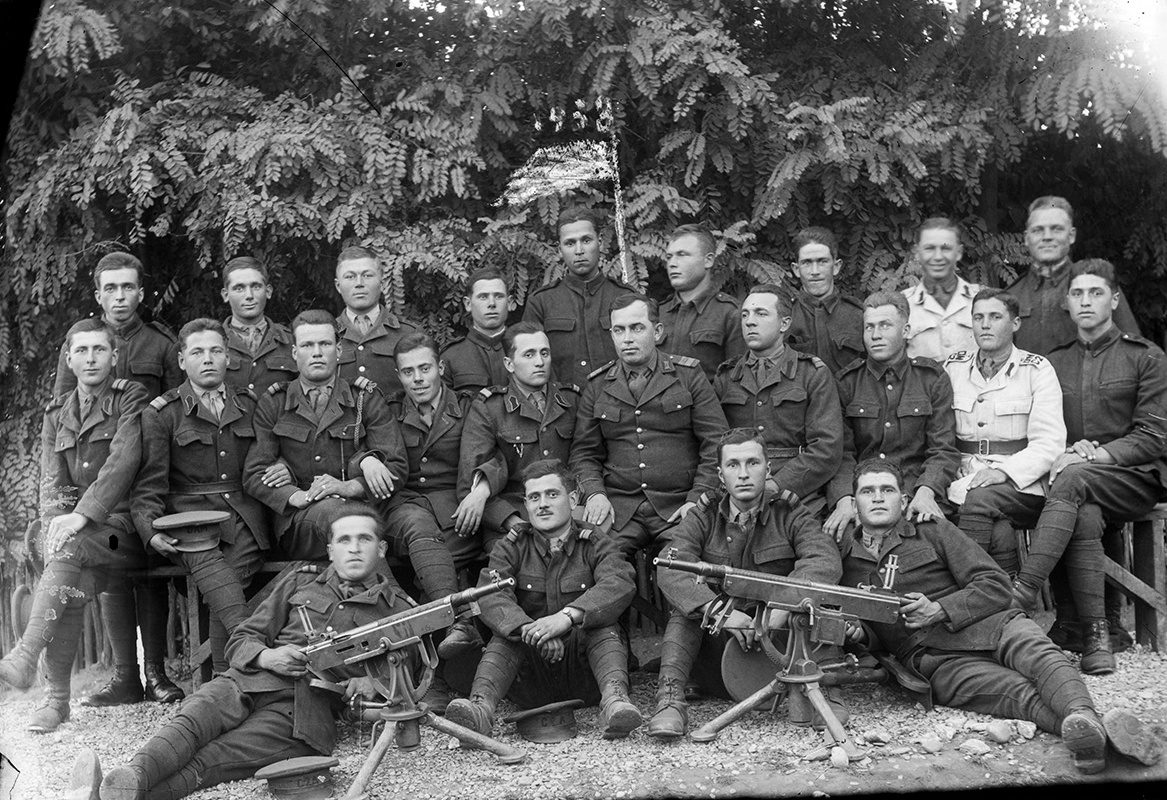
Militari români cu mitraliere Colt-Browning, perioada interbelică

 Mitraliera „Colt–Browning”, model 1895 a fost o armă de infanterie de calibrul 7,62 mm, din categoria mitralierelor. Arma a fost dezvoltată pe baza proiectului aparținând lui John și Matthew S. Browning, din anul 1889, fiind prima armă bazată pe principiul recuperării energiei gazelor arse, intrată in serviciul forțelor armate. 
Arma a intrat în înzestrarea Armatei României, în campania din anul 1917 din timpul Primului Război Mondial, când au fost comandate un număr de 200 de bucăți. :p. 56

## Principii constructive
Mitraliera Colt-Browning era o armă bazată pe principiul recuperării energiei de recul a gazelor arse, răcită cu aer. Avea țeavă ghintuită, zăvorâtă cu port-închizător mobil și închizător rotativ. Cămașa țevii era groasă și prevăzută cu striații pentru mărirea suprafeței de răcire și prevenirea supra-încălzirii.  Sistemul de alimentare era automat, cu încărcarea cartușelor dintr-o bandă. Evacuarea tuburilor trase se făcea printr-un orificiu din cutia culatei, cu ajutorul unui mecanism extractor cu gheară. Mitraliera era montată pe un suport pivotant susținut de un trepied. 